# Emmenosperma
Emmenosperma es un género de árboles de la familia Rhamnaceae.

## Taxonomía
Emmenosperma fue descrito por Ferdinand von Mueller y publicado en Fragmenta Phytographiae Australiae 3: 62, en el año 1862. La especie tipo es: Emmenosperma alphitonoides F. Muell. 

## Especies
- Emmenosperma alphitonioides F.Muell. Australia
- Emmenosperma cunninghamii Benth.
- Emmenosperma micropetalum (A.C.Sm.) M.C.Johnst.
- Emmenosperma pancherianum Baill.
- Emmenosperma papuanum (Merr. & L.M.Perry) M.C.Johnst.